# Fujiwara no Michinaga

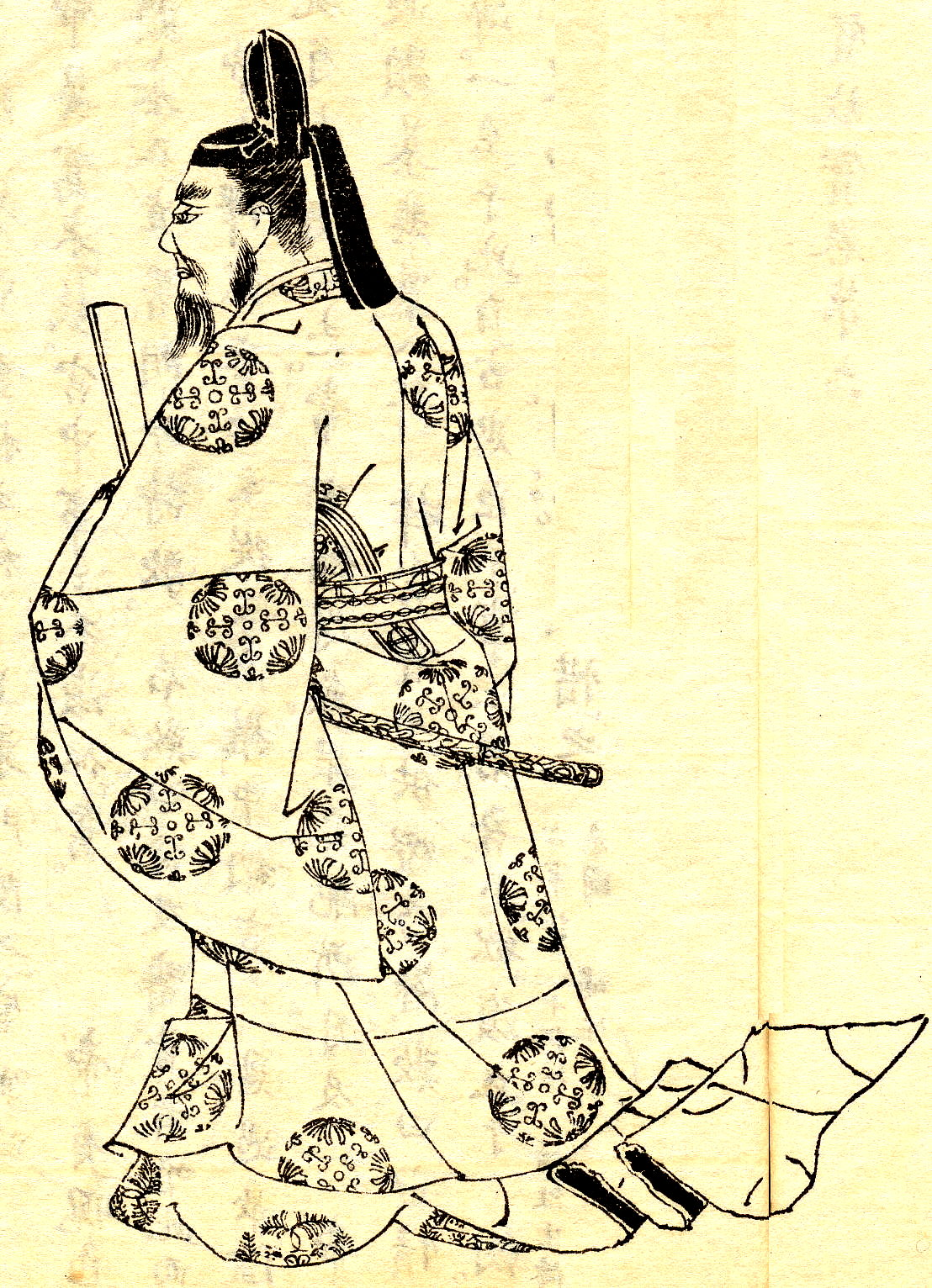
Fujiwara no Michinaga, Zeichnung von Kikuchi Yōsai (1788–1878)

Fujiwara no Michinaga (jap. 藤原 道長; * 966 in Kyōto; † 3. Januar 1028 (traditionell: Manju 4/12/4) ebenda) stellt den Höhepunkt der Herrschaft der Fujiwara-Regenten über die Regierung Japans dar.
Michinaga übte im frühen 11. Jahrhundert de facto die Herrschaft über Japan aus. Das kann aus der Tatsache ersehen werden, dass er Vater von vier (nicht-amtierenden) Kaiserinnen, Onkel von zwei japanischen Kaisern und Großvater von drei weiteren Kaisern war.
Er war der vierte oder fünfte Sohn von Fujiwara no Kaneie mit seiner Frau Fujiwara no Tokihime. Zwei Regenten (Michitaka und Michikane) und zwei kaiserliche Gemahlinnen (Chūshi und Senshi) waren unter seinen Geschwistern.
Als der jüngste Sohn seines Vaters trat er bei Hofe nicht besonders in Erscheinung, bis seine zwei Brüder starben. Er begann mit seiner Karriere bei Hofe, als er 15 Jahre alt war. 995, während der Herrschaft von Kaiser Ichijō starben seine zwei älteren Brüder Michitaka und Michikane an einer Krankheit. Er stritt mit Fujiwara no Korechika, dem älteren Sohn von Michitaka. Mit Unterstützung von seiner Schwester Senshi, der Mutter von Ichijō, gelang es Michinaga, die Macht, wie auch die Unterstützung der Mehrheit des Hofes, zu gewinnen. Er wurde zum Nairan befördert, dem Sekretär des Kaisers, der traditionsgemäß alle Dokumente durchlas und aussortierte, bevor der Kaiser sie selbst las. Obwohl er noch nicht Regent war, wurde er im Wesentlichen schon damals die mächtigste Person bei Hofe.
Obwohl Ichijō schon eine Kaiserin hatte (eine Tochter von Michitaka), behauptete er, dass es zwei Arten von Kaiserinnenschaft gebe und es deshalb legal sei, gleichzeitig zwei Kaiserinnen zu haben. Michinagas Ambitionen veranlassten ihn, seine eigene Tochter, Shoshi, zur zweiten Kaiserin von Ichijō zu machen.
1000 wurde Shoshi zur Chūgū-Kaiserin ausgerufen und der vorhandenen Kaiserin, Teishi, der Titel Kōgō-Kaiserin gegeben. Es war das erste Mal in der japanischen Geschichte, dass ein Kaiser zwei Kaiserinnen hatte. Der Machtkampf zwischen Korechika und Michinaga ging bis zu Teishis unerwartetem Tod weiter. Dieser besiegelte Michinagas Macht, da Shoshi nach Teishis Tod die einzige Kaiserin wurde.
Shoshi hatte zwei Prinzen geboren, die später als Kaiser Go-Ichijō und Suzaku gekrönt wurden. Michinagas andere Töchter, Kenshi und Ishi, erfuhren ähnliche Schicksale wie Shoshi und festigten Michinagas Macht über den Hof weiter sicher.
Nachdem Ichijō wegen Krankheit abdankte, bestieg Kaiser Sanjō den Thron. Obwohl er ein Neffe von Michinaga war (die Mutter von Sanjō war eine andere Schwester von Michinaga; diese war schon in Sanjōs Kindheit gestorben, und er wurde relativ wenig von seiner mütterlichen Linie beeinflusst), war er schon ein gereifter Mann und hatte seine eigene politischen Ansichten. Er war älter als sein Vorgänger Ichijo und in seinen Dreißigern, als er Kaiser wurde.
Michinagas und Sanjōs Meinungen widersprachen sich oft. Michinaga übte daher auf Sanjō Druck aus, zurückzutreten. 1016 trat Sanjō endlich mit der Vereinbarung zurück, dass sein älterer Sohn als Nachfolger ernannt werden sollte. Aber Michinagas politische Macht und sein Einfluss führen zum „freiwilligen“ Rücktritt des Kronprinzen. Michinaga freute diese Entscheidung und gab ihm seine Tochter (entweder Kenshi oder Ishi) zur Frau und stellte damit sicher, dass der Prinz auch künftig kein Hindernis wäre.
Genau genommen nahm Michinaga niemals formell den Titel eines Kampaku („Regent, Berater“) an, aber in der Realität war sein Wort Gesetz, selbst nachdem er sich 1019 offiziell aus dem öffentlichen Leben zurückzog. Er fuhr fort, die Angelegenheiten seines Sohnes und Nachfolgers, Fujiwara no Yorimichi zu steuern. Michinaga ist auch als der Midō Kampaku (御堂関白記) bekannt. Dies bedeutet, dass er die volle Macht eines Kampaku usurpiert hatte, ohne sich notwendigerweise auch als Kampaku zu bezeichnen. Er verwendete den Titel eines Sesshō (摂政, dt. Regent (für einen minderjährigen/weiblichen Kaiser)) in einem kurzen Zeitraum von 1016 bis 1017. Im Jahr 1017 übergab er diesen Posten seinem Erben Yorimichi.
Bald danach begann eine Folge von Kaisern, sich früh im Leben in ein Kloster zurückzuziehen und ihre jungen Söhne auf den Thron zu setzen, um anschließend das Land hinter der Bühne zu regieren. Diese Taktik erlaubte es den Kaisern kurzzeitig, dem Fujiwara-Clan die Macht zu entreißen, jedoch nur, um sie später an den Taira-Clan zu verlieren.
Michinaga hinterließ ein Tagebuch, Midō Kampakuki (御堂関白記), das eine unserer wesentlichen Informationsquellen über den Höhepunkt des höfischen Lebens der Heian-Zeit ist. Das handschriftliche Original des Tagebuches wurde im Jahr 2013 zum Weltdokumentenerbe erklärt.
Es gibt auch die Ansicht, dass er die Inspiration für den Prinzen Genji, den Helden der Genji Monogatari der Hofdame Murasaki Shikibu war.